# Liste der Gemarkungen im Landkreis Calw
Die Liste der Gemarkungen im Landkreis Calw umfasst die aktuellen Gemarkungen im baden-württembergischen Landkreis Calw nach den Angaben des Landesamtes für Geoinformation und Landentwicklung.
| Nr.    | Gemarkung        | AGS      | Gemeinde               | Fläche ha | Bevölkerung Zensus 2011-05-09 | WGS84                       |
| ------ | ---------------- | -------- | ---------------------- | --------- | ----------------------------- | --------------------------- |
| 084080 | Unterreichenbach | 08235073 | Unterreichenbach       | 323,34    | 1540                          | 48° 49′ 10″ N, 8° 42′ 32″ O |
| 084081 | Kapfenhardt      | 08235073 | Unterreichenbach       | 306,59    | 702                           | 48° 48′ 36″ N, 8° 40′ 36″ O |
| 084090 | Liebenzell       | 08235008 | Bad Liebenzell         | 649,11    | 2992                          | 48° 46′ 36″ N, 8° 43′ 41″ O |
| 084091 | Beinberg         | 08235008 | Bad Liebenzell         | 298,54    | 495                           | 48° 46′ 2″ N, 8° 42′ 30″ O  |
| 084092 | Maisenbach       | 08235008 | Bad Liebenzell         | 570,93    | 509                           | 48° 46′ 6″ N, 8° 40′ 39″ O  |
| 084093 | Möttlingen       | 08235008 | Bad Liebenzell         | 710,56    | 1237                          | 48° 45′ 57″ N, 8° 47′ 23″ O |
| 084094 | Monakam          | 08235008 | Bad Liebenzell         | 408,52    | 1639                          | 48° 47′ 14″ N, 8° 44′ 48″ O |
| 084095 | Unterhaugstett   | 08235008 | Bad Liebenzell         | 424,64    | 1072                          | 48° 46′ 0″ N, 8° 45′ 14″ O  |
| 084096 | Unterlengenhardt | 08235008 | Bad Liebenzell         | 312,73    | 748                           | 48° 47′ 7″ N, 8° 42′ 30″ O  |
| 084100 | Schömberg        | 08235065 | Schömberg              | 1236,51   | 7328                          | 48° 28′ 22″ N, 8° 41′ 53″ O |
| 084101 | Bieselsberg      | 08235065 | Schömberg              | 568,78    | 1007                          | 48° 48′ 7″ N, 8° 42′ 8″ O   |
| 084102 | Langenbrand      | 08235065 | Schömberg              | 966,18    | 1323                          | 48° 48′ 34″ N, 8° 37′ 35″ O |
| 084103 | Oberlengenhardt  | 08235065 | Schömberg              | 556,84    | 564                           | 48° 46′ 45″ N, 8° 39′ 44″ O |
| 084104 | Schwarzenberg    | 08235065 | Schömberg              | 389,74    | 895                           | 48° 47′ 47″ N, 8° 40′ 23″ O |
| 084110 | Herrenalb        | 08235033 | Bad Herrenalb          | 1680,53   | 4094                          | 48° 46′ 47″ N, 8° 26′ 44″ O |
| 084111 | Bernbach         | 08235033 | Bad Herrenalb          | 956,16    | 1107                          | 48° 48′ 53″ N, 8° 24′ 51″ O |
| 084112 | Neusatz          | 08235033 | Bad Herrenalb          | 366,73    | 888                           | 48° 48′ 48″ N, 8° 29′ 8″ O  |
| 084113 | Rotensol         | 08235033 | Bad Herrenalb          | 294,93    | 1055                          | 48° 48′ 48″ N, 8° 27′ 23″ O |
| 084120 | Dobel            | 08235018 | Dobel                  | 1839,49   | 2143                          | 48° 47′ 25″ N, 8° 29′ 38″ O |
| 084125 | Höfen            | 08235035 | Höfen an der Enz       | 906,26    | 1617                          | 48° 48′ 4″ N, 8° 34′ 39″ O  |
| 084130 | Wildbad          | 08235079 | Bad Wildbad            | 6075,3    | 5337                          | 48° 43′ 43″ N, 8° 30′ 52″ O |
| 084131 | Aichelberg       | 08235079 | Bad Wildbad            | 2402,12   | 431                           | 48° 40′ 38″ N, 8° 31′ 25″ O |
| 084132 | Calmbach         | 08235079 | Bad Wildbad            | 2036,39   | 3893                          | 48° 46′ 8″ N, 8° 34′ 24″ O  |
| 084140 | Enzklösterle     | 08235025 | Enzklösterle           | 2016,69   | 1206                          | 48° 39′ 12″ N, 8° 27′ 17″ O |
| 084150 | Oberreichenbach  | 08235055 | Oberreichenbach        | 1060,82   | 625                           | 48° 44′ 25″ N, 8° 38′ 17″ O |
| 084151 | Igelsloch        | 08235055 | Oberreichenbach        | 869,66    | 398                           | 48° 45′ 26″ N, 8° 38′ 58″ O |
| 084152 | Oberkollbach     | 08235055 | Oberreichenbach        | 250,82    | 987                           | 48° 44′ 35″ N, 8° 40′ 47″ O |
| 084153 | Würzbach         | 08235055 | Oberreichenbach        | 1406,47   | 762                           | 48° 43′ 36″ N, 8° 36′ 34″ O |
| 084160 | Calw             | 08235085 | Calw                   | 1251,47   | 12453                         | 48° 42′ 48″ N, 8° 44′ 27″ O |
| 084161 | Altburg          | 08235085 | Calw                   | 1118,9    | 2629                          | 48° 43′ 14″ N, 8° 41′ 36″ O |
| 084162 | Hirsau           | 08235085 | Calw                   | 1254,08   | 2032                          | 48° 44′ 39″ N, 8° 43′ 14″ O |
| 084163 | Holzbronn        | 08235085 | Calw                   | 455,8     | 704                           | 48° 39′ 47″ N, 8° 44′ 48″ O |
| 084164 | Stammheim        | 08235085 | Calw                   | 1901,51   | 4272                          | 48° 41′ 21″ N, 8° 45′ 54″ O |
| 084170 | Simmozheim       | 08235067 | Simmozheim             | 949,72    | 2909                          | 48° 44′ 59″ N, 8° 48′ 7″ O  |
| 084175 | Althengstett     | 08235007 | Althengstett           | 1307,28   | 4588                          | 48° 43′ 27″ N, 8° 47′ 44″ O |
| 084176 | Neuhengstett     | 08235007 | Althengstett           | 249,99    | 1783                          | 48° 44′ 33″ N, 8° 46′ 46″ O |
| 084177 | Ottenbronn       | 08235007 | Althengstett           | 356,59    | 1410                          | 48° 44′ 38″ N, 8° 45′ 13″ O |
| 084185 | Ostelsheim       | 08235057 | Ostelsheim             | 922,43    | 2426                          | 48° 43′ 21″ N, 8° 50′ 46″ O |
| 084190 | Gechingen        | 08235029 | Gechingen              | 1466,52   | 3639                          | 48° 41′ 35″ N, 8° 49′ 37″ O |
| 084200 | Emberg           | 08235084 | Bad Teinach-Zavelstein | 415,17    | 190                           | 48° 41′ 46″ N, 8° 39′ 41″ O |
| 084201 | Rötenbach        | 08235084 | Bad Teinach-Zavelstein | 743,43    | 460                           | 48° 42′ 39″ N, 8° 39′ 0″ O  |
| 084202 | Schmieh          | 08235084 | Bad Teinach-Zavelstein | 631,25    | 157                           | 48° 41′ 25″ N, 8° 38′ 30″ O |
| 084203 | Sommenhardt      | 08235084 | Bad Teinach-Zavelstein | 515,19    | 1025                          | 48° 41′ 26″ N, 8° 42′ 51″ O |
| 084204 | Teinach          | 08235084 | Bad Teinach-Zavelstein | 29,5      | 363                           | 48° 41′ 25″ N, 8° 41′ 18″ O |
| 084205 | Zavelstein       | 08235084 | Bad Teinach-Zavelstein | 179,96    | 756                           | 48° 41′ 51″ N, 8° 41′ 18″ O |
| 084215 | Neuweiler        | 08235050 | Neuweiler              | 1337,08   | 1069                          | 48° 39′ 50″ N, 8° 35′ 5″ O  |
| 084216 | Agenbach         | 08235050 | Neuweiler              | 1037      | 418                           | 48° 42′ 23″ N, 8° 34′ 47″ O |
| 084217 | Breitenberg      | 08235050 | Neuweiler              | 813,43    | 644                           | 48° 40′ 0″ N, 8° 38′ 8″ O   |
| 084218 | Gaugenwald       | 08235050 | Neuweiler              | 353,85    | 156                           | 48° 38′ 13″ N, 8° 36′ 3″ O  |
| 084219 | Oberkollwangen   | 08235050 | Neuweiler              | 934,83    | 327                           | 48° 41′ 8″ N, 8° 36′ 28″ O  |
| 084220 | Zwerenberg       | 08235050 | Neuweiler              | 648,29    | 514                           | 48° 38′ 8″ N, 8° 35′ 0″ O   |
| 084230 | Neubulach        | 08235047 | Neubulach              | 282,67    | 1938                          | 48° 39′ 35″ N, 8° 41′ 47″ O |
| 084231 | Altbulach        | 08235047 | Neubulach              | 447,21    | 891                           | 48° 40′ 3″ N, 8° 42′ 54″ O  |
| 084232 | Liebelsberg      | 08235047 | Neubulach              | 715,87    | 1266                          | 48° 40′ 32″ N, 8° 40′ 54″ O |
| 084233 | Martinsmoos      | 08235047 | Neubulach              | 543,6     | 322                           | 48° 38′ 37″ N, 8° 37′ 32″ O |
| 084234 | Oberhaugstett    | 08235047 | Neubulach              | 477,23    | 1122                          | 48° 39′ 15″ N, 8° 40′ 2″ O  |
| 084240 | Wildberg         | 08235080 | Wildberg               | 1187,55   | 3595                          | 48° 37′ 31″ N, 8° 44′ 20″ O |
| 084241 | Effringen        | 08235080 | Wildberg               | 781,54    | 1946                          | 48° 37′ 45″ N, 8° 42′ 48″ O |
| 084242 | Gültlingen       | 08235080 | Wildberg               | 1694,18   | 1918                          | 48° 39′ 19″ N, 8° 46′ 32″ O |
| 084243 | Schönbronn       | 08235080 | Wildberg               | 812,83    | 653                           | 48° 38′ 21″ N, 8° 40′ 40″ O |
| 084244 | Sulz             | 08235080 | Wildberg               | 1186,09   | 1672                          | 48° 36′ 58″ N, 8° 46′ 35″ O |
| 084250 | Simmersfeld      | 08235066 | Simmersfeld            | 1221,24   | 1090                          | 48° 38′ 2″ N, 8° 29′ 52″ O  |
| 084251 | Aichhalden       | 08235066 | Simmersfeld            | 1045,4    | 265                           | 48° 38′ 29″ N, 8° 31′ 57″ O |
| 084252 | Beuren           | 08235066 | Simmersfeld            | 403,91    | 97                            | 48° 36′ 1″ N, 8° 32′ 17″ O  |
| 084253 | Ettmannsweiler   | 08235066 | Simmersfeld            | 440,93    | 383                           | 48° 36′ 58″ N, 8° 32′ 51″ O |
| 084254 | Fünfbronn        | 08235066 | Simmersfeld            | 1194,04   | 250                           | 48° 36′ 39″ N, 8° 29′ 30″ O |
| 084260 | Altensteig       | 08235006 | Altensteig             | 524,73    | 4181                          | 48° 35′ 10″ N, 8° 35′ 49″ O |
| 084261 | Altensteigdorf   | 08235006 | Altensteig             | 126,99    | 938                           | 48° 35′ 44″ N, 8° 36′ 44″ O |
| 084262 | Berneck          | 08235006 | Altensteig             | 568,82    | 442                           | 48° 36′ 39″ N, 8° 36′ 49″ O |
| 084263 | Garrweiler       | 08235006 | Altensteig             | 341,36    | 198                           | 48° 34′ 52″ N, 8° 33′ 38″ O |
| 084264 | Hornberg         | 08235006 | Altensteig             | 617,07    | 189                           | 48° 37′ 54″ N, 8° 33′ 56″ O |
| 084265 | Spielberg        | 08235006 | Altensteig             | 709,59    | 1160                          | 48° 33′ 39″ N, 8° 35′ 0″ O  |
| 084266 | Überberg         | 08235006 | Altensteig             | 871,29    | 570                           | 48° 36′ 7″ N, 8° 34′ 39″ O  |
| 084267 | Walddorf         | 08235006 | Altensteig             | 914,26    | 1627                          | 48° 34′ 45″ N, 8° 38′ 54″ O |
| 084268 | Wart             | 08235006 | Altensteig             | 640,48    | 971                           | 48° 37′ 18″ N, 8° 38′ 14″ O |
| 084280 | Egenhausen       | 08235022 | Egenhausen             | 1000,64   | 1959                          | 48° 33′ 53″ N, 8° 37′ 4″ O  |
| 084285 | Ebhausen         | 08235020 | Ebhausen               | 711,84    | 2825                          | 48° 35′ 19″ N, 8° 40′ 36″ O |
| 084286 | Ebershardt       | 08235020 | Ebhausen               | 587,99    | 600                           | 48° 36′ 21″ N, 8° 39′ 18″ O |
| 084287 | Rotfelden        | 08235020 | Ebhausen               | 785,97    | 1071                          | 48° 36′ 34″ N, 8° 41′ 46″ O |
| 084288 | Wenden           | 08235020 | Ebhausen               | 367,85    | 218                           | 48° 37′ 34″ N, 8° 40′ 3″ O  |
| 084295 | Rohrdorf         | 08235060 | Rohrdorf               | 392,08    | 1900                          | 48° 34′ 6″ N, 8° 41′ 11″ O  |
| 084300 | Nagold           | 08235046 | Nagold                 | 2706,52   | 13452                         | 48° 32′ 54″ N, 8° 43′ 28″ O |
| 084301 | Emmingen         | 08235046 | Nagold                 | 555,4     | 1580                          | 48° 35′ 0″ N, 8° 44′ 21″ O  |
| 084302 | Gündringen       | 08235046 | Nagold                 | 649,06    | 809                           | 48° 31′ 21″ N, 8° 41′ 56″ O |
| 084303 | Hochdorf         | 08235046 | Nagold                 | 786,99    | 2061                          | 48° 29′ 52″ N, 8° 42′ 57″ O |
| 084304 | Mindersbach      | 08235046 | Nagold                 | 345,12    | 487                           | 48° 35′ 0″ N, 8° 42′ 25″ O  |
| 084305 | Pfrondorf        | 08235046 | Nagold                 | 264,47    | 690                           | 48° 35′ 23″ N, 8° 43′ 21″ O |
| 084306 | Schietingen      | 08235046 | Nagold                 | 346,95    | 440                           | 48° 30′ 20″ N, 8° 41′ 15″ O |
| 084307 | Vollmaringen     | 08235046 | Nagold                 | 649,43    | 1596                          | 48° 30′ 57″ N, 8° 44′ 45″ O |
| 084320 | Haiterbach       | 08235032 | Haiterbach             | 1842,45   | 3293                          | 48° 31′ 12″ N, 8° 38′ 25″ O |
| 084321 | Beihingen        | 08235032 | Haiterbach             | 327,83    | 906                           | 48° 32′ 39″ N, 8° 38′ 14″ O |
| 084322 | Oberschwandorf   | 08235032 | Haiterbach             | 494,32    | 1158                          | 48° 33′ 14″ N, 8° 39′ 24″ O |
| 084323 | Unterschwandorf  | 08235032 | Haiterbach             | 224,71    | 271                           | 48° 32′ 18″ N, 8° 40′ 26″ O |